# سلام مصر (مدينة)
سلام مصر هي مدينة مصرية جديدة من مدن الجيل الرابع، تقع في محافظة بورسعيد، وتتبع إدارياً لهيئة المجتمعات العمرانية الجديدة، أنشئت بقرار رئيس جمهورية مصر العربية رقم 589 لسنة 2019، تقع في شبه جزيرة سيناء على الضفة الشرقية لقناة السويس ضمن الحدود الإدارية لمحافظة بورسعيد، أنشئت لتخدم أغراض تنمية منطقة قناة السويس بحيث تستهدف إستيعاب أكثر من نصف مليون نسمة مع اكتمال نموها وتستهدف الحكومة المصرية تطوير المرحلة الأولى للمدينة بمسطح يتجاوز 3000 فدان على الأقل حتى 2023.

## المخطط العام
من المقرر تنفيذ المدينة على أربع مراحل، الأولى تشمل مارينا يخوت ومدينة الموضة والترفية، ومركز رجال المال والأعمال، ومدينة طبية، وجامعة إقليمية، ومركز أبحاث دولي، ومركز مؤتمرات، ومعارض دولية اكسبو، ومدينة أولمبية، والثانية تشمل فنادق ومنتجعات سياحية، والثالثة محور سياحي ترفيهي وحلبة سباق سيارات، وفنادق ونادي جولف.
وتتكون المدينة من 6 قطاعات عمرانية و12 حيًا سكنيًا، وتبلغ مساحة المدينة 19 ألف فدان على ساحل شرق بورسعيد، وتحتوي على أكبر مدينة صناعية ومناطق لوجيستية، وتضم أكبر منطقة للمزارع السمكية، وأكثر من 4000 وحدة سكن اجتماعي تم تنفيذ 4340 وحدة بمساكن بورسعيد الجديدة ضمن مشروع الإسكان الاجتماعي.

## الخدمات

### التعليم
تضم المدينة عدة منشآت تعليمية أهمها:
- جامعة السلام التكنولوجية.
- جامعة شرق بورسعيد الأهلية.

## البنية التحتية

### النقل والمواصلات
- ميناء شرق بورسعيد

## مياه الشرب والكهرباء
- المنطقة الصناعية بشرق بورسعيد.[7]
- محطة توليد الكهرباء بشرق بورسعيد
- محطة مياه شرق بورسعيد

## وصلات خارجية
- http://www.newcities.gov.eg/